# Hugo Droguett
Hugo Patricio Droguett Diocares (* 2. September 1982 in Quinta Normal, Santiago) ist ein ehemaliger chilenischer Fußballspieler. Der linke Mittelfeldspieler bestritt 13 Länderspiele für die chilenische Fußballnationalmannschaft und erzielte dabei ein Tor.

## Karriere

### Verein
Hugo Droguett wurde in der Jugend von Universidad Católica ausgebildet und gab 2001 sein Profidebüt. Es blieb sein einziges Spiel für den Verein, da er 2002 zu Deportes Temuco wechselte. Nach seiner Zeit beim Team aus dem Süden Chiles wechselte der Offensivakteur zu Universidad de Concepción, wo er trotz der schlechten Leistungen der Mannschaft aus Concepción in der Copa Libertadores 2004 glänzte. Im Jahr 2005 wechselte er zu Universidad de Chile, mit dem er zwei aufeinanderfolgende Endspiele der chilenischen Meisterschaft erreichte, jedoch beide im Elfmeterschießen verlor. In der Clausura 2005 zog Universidad de Chile gegen Universitätsrivale Universidad Católica und in der Apertura 2006 gegen den CSD Colo-Colo den Kürzeren. Beim Finale gegen Colo-Colo verschoss Droguett einen Elfmeter. 2006 zog es Droguett nach Mexiko zu UAG Tecos, wo er in 65 Spielen 24 Tore erzielte und durch seine guten Leistungen Nationalspieler wurde. 2008 wurde er von Ligakonkurrent Monarcas Morelia verpflichtet, wo er als zweiter Stürmer auflief. 2011 wechselte er erneut innerhalb Mexikos den Klub und schloss sich nach der schweren Verletzung von Alejandro Vela dem CD Cruz Azul an. 2012 spielte Droguett auf Leihbasis in Südkorea bei Jeonbuk Hyundai, wo er sich nach Startschwierigkeiten anpassen konnte und die Saison mit zehn Toren beendete. Nach jeweils kurzen Stationen in Kolumbien bei Deportivo Cali und in seiner Heimat beim CD Cobreloa kehrte er 2014 noch einmal nach Südkorea zurück und lief für Jeju United auf.
Ab 2015 spielte er wieder in Chile. Erst unterschrieb Droguett beim CD O’Higgins, ein Jahr später wechselte er zu Deportes Antofagasta. Im Jahr 2017 kehrte er zu Universidad de Concepción zurück und 2019 verbrachte Droguett seine letzten Karrierejahre bei seinem früheren Klub Deportes Temuco in der Primera B. Im März 2022 gab Droguett seinen Rücktritt vom Profifußball bekannt.

### Nationalmannschaft
Für die chilenische Nationalmannschaft lief Droguett zwischen 2006 und 2008 in 13 Länderspielen auf, darunter in sechs Weltmeisterschaftsqualifikationsspielen. Beim Freundschaftsspiel im November 2006 gegen Paraguay gab er sein Debüt und trug im Oktober 2008 beim 1:0-Erfolg im Qualifikationsspiel zur Weltmeisterschaft 2010 gegen Argentinien das Trikot des Nationalteams, als er bereits nach 21 Minuten für Mark González in die Partie kam. Seinen einzigen Treffer erzielte der Offensivakteur beim 2:0-Erfolg beim Turnier der Kontinente 2007 gegen Österreich.

## Sonstiges
Sein jüngerer Bruder Jaime Droguett ist ebenfalls Profifußballspieler.